# Pedro López Calle
Pedro López Calle (Montejaque, 1902 - Algesires, 1977) va ser un anarquista espanyol.

## Biografia
Nascut en Montejaque en 1902, va ser un destacat militant anarquista de la regió andalusa i membre del sindicat CNT. Amic i col·laborador d'Antonio Rosado, en 1919 tots dos van posar en marxa a Morón el periòdic anarquista Juventud Rebelde. Va arribar a ser alcalde de Montejaque, durant el període de la Segona República.
Després de l'esclat de la Guerra civil es va posar al capdavant de les milícies anarquistes de Ronda. Posteriorment va arribar a manar la columna «Pedro López», que va actuar en la zona de San Pedro de Alcántara. Aquesta petita columna, composta per milicians anarquistes, va oposar resistència a les columnes franquistes i també va emprendre la repressió contra les dretes als pobles de la Regió muntanyenca de Ronda. Al començament de 1937, després de la conquesta de Màlaga pels franquistes, es va retirar amb les seves forces a Almeria. Posteriorment va passar a formar part del comissariat polític de l'Exèrcit Popular de la República. Va arribar a exercir com a comissari de la 42a Divisió i de la 61a Brigada Mixta.
Al final de la contesa es va exiliar a França, on va estar internat en diversos camps de concentració. Posteriorment passaria a Hispanoamèrica, arribant a residir a Veneçuela i Mèxic. Durant la seva estada en aquest últim país va col·laborar amb diverses publicacions anarquistes, com a Acción. Posteriorment també va residir a Orà i el Marroc.
Tornaria a Espanya després de la mort de Franco, i va morir a Algesires en 1977.

## Família
El seu germà Bernabé, guàrdia civil de professió, seria un destacat líder del «Maquis» a Cadis.